# Metoma
Metoma est une petite île du nord du Vanuatu, située dans l’archipel des îles Torres, entre les îles Hiw et Tegua. En 2009, elle avait une population de 13 habitants.

## Géographie
Metoma mesure environ 2,5 km de long et 1,5 de large. Sa superficie est de 3,0 km2 et son point culminant a une altitude de 115 m. C'est un atoll surélevé.